# P. D. Q. Bach

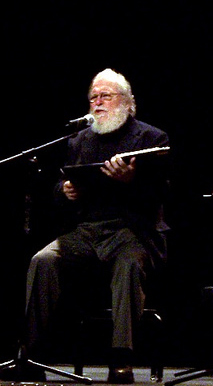
Prof. Peter Schickele at the Outer Banks Forum Saturday, 27 March 2010 (cropped version of this picture).

P. D. Q. Bach (1 de abril de 1742, em Leipzig, — 5 de maio de 1807 em Baden-Baden-Baden ), o último filho ficcional de Johann Sebastian Bach e também sob o pseudônimo que seu inventor, o Professor Peter Schickele.